# Cláudio Guadagno
Cláudio Guadagno (Rio de Janeiro, 26 de setembro de 1967) é um ex-futebolista brasileiro, que atuava como lateral-direito. Atualmente, é empresário de jogadores de futebol.

## Carreira
Cláudio começou sua carreira no modesto Miguel Couto, time de Nova Iguaçu, no Rio de Janeiro.
Em seguida, após breve passagem pelo Goiatuba, de Goiás, retornou ao Rio, defendendo o Bangu.
Em 1992, foi contratado pelo Flamengo, quando tornou-se reserva de Charles Guerreiro.
Sem muitas chances no Flamengo, no ano seguinte, rumou para São Paulo, aonde foi jogar pelo Palmeiras.
Sua passagem pelo Palmeiras rendeu-lhe cinco títulos, a maior parte de toda sua carreira.
Depois do Palmeiras, em 1995, Cláudio passou a atuar pelo São Paulo.
Sem conseguir substituir Cafu, que acabara de deixar o clube, à altura, foi emprestado ao Santos. Contudo, em virtude da enorme carência de laterais no São Paulo, logo acabou retornando ao clube. Pelo Tricolor, fez 117 jogos e foi campeão paulista de 1998.
Por fim, em 1999, após seis anos fora do Rio, encerrou sua carreira no Fluminense, aos 31 anos de idade.
Ainda em 1999, tornou-se agente FIFA e virou empresário de jogadores.

## Títulos
Flamengo
- Campeonato Brasileiro: 1992
- Taça dos Campeões Brasileiros (Taça Brahma): 1992
- Troféu ECO-92: 1992

Palmeiras
- Campeonato Paulista: 1993[8][9], 1994[10]
- Torneio Rio-São Paulo: 1993
- Campeonato Brasileiro: 1993[11][12],1994
- Taça Reggiana: 1993
- Copa Lev Yashin: 1994
- Taça Nagoya: 1994
- Copa Brasil-Itália: 1994

São Paulo
- Troféu Bortolloti: 1995
- Copa dos Campeões Mundiais: 1995
- Torneio Rei Dario: 1995
- Campeonato Paulista: 1998

Fluminense
- Campeonato Brasileiro de Futebol - Série C: 1999